# Nikołaj Karamzin
Nikołaj Michajłowicz Karamzin (ros. Никола́й Миха́йлович Карамзи́н; ur. 1 grudnia?/12 grudnia 1766 w Znamienskoje, Imperium Rosyjskie, zm. 22 maja?/3 czerwca 1826 w Petersburgu, Imperium Rosyjskie) – rosyjski pisarz, publicysta i historyk.
Inicjator nurtu sentymentalizmu w literaturze rosyjskiej (Biedna Liza). Twórca pierwszych w literaturze rosyjskiej opowieści historycznych. Reformator rosyjskiego języka literackiego.
Początkowo zwolennik europejskiego liberalizmu, później stał się konserwatywnym i nacjonalistycznym piewcą szlachetczyzny i samowładztwa cesarskiego, chociaż był przeciwnikiem ingerencji państwa w prywatne życie obywateli.
Najbardziej znany ze swojej monumentalnej, liczącej dwanaście tomów pracy Historia państwa rosyjskiego, gloryfikującej dawną Ruś. W jego dorobku znajduje się też utwór poświęcony podróży intelektualnej – Listy podróżnika rosyjskiego.

## Życiorys
Źródła co do miejsca urodzin Karamzina są rozbieżne. Miał on się urodzić w Znamienskoje, na terenie ówczesnej guberni kazańskiej. Do miana miejsca urodzin Karamzina pretendują też Michajłowka i Bogorodskoje, także znajdujące się na terenie guberni kazańskiej. O ile dokładne miejsce urodzenia nie jest znane, to wiadomo, że dzieciństwo spędził on we wspomnianym Zamienskoje. Obecnie jest to obwód uljanowski, a sama wieś nosi nazwę Karamzino na cześć pisarza. Od jesieni do wiosny rodzina mieszkała w Simbirsku. Pochodził ze szlachty o korzeniach tatarskich. Nauki pobierał w domu, a w 1778 roku został posłany do szkoły w Moskwie. Uczył się w szkole, którą kierował Iohannes Matthias Schaden, gdzie otrzymał typową edukację dla szlachcica tamtej epoki, biegle opanował także język francuski i niemiecki. W 1783 roku (inne źródła podają, że w 1781), na prośbę ojca, wstąpił do Lejb-Gwardyjskiego Preobrażeńskiego Pułku. Dosłużył się stopnia porucznika i w 1784 roku powrócił do Symbirska, gdzie został członkiem loża wolnomularskiej Złoty Wieniec (Złatoj Wieniec, ros. Златой Венец). W rodzinne strony przywiodła go także śmierć ojca. Związał się z przedstawicielami idei oświeceniowych, pozostającymi pod wpływami encyklopedystów, m.in. Nikołajem Nowikowem. Pod koniec lat osiemdziesiątych XVIII wieku można już jednak zauważyć stopniowe rozluźnienie się jego związku z tym środowiskiem.
W 1789 roku rozpoczął podróż do Europy Zachodniej. W Królewcu spotkał się z Immanuel Kantem, odwiedził Szwajcarię, Wielką Brytanię, państwa niemieckie, a także Francję okresu rewolucyjnego. Jako widz odwiedził Zgromadzenie Narodowe, gdzie wysłuchał m.in. przemówienia Maksymiliana Robespierre’a. Podróż ta i naoczne przekonanie się jak idee oświeceniowe sprawdzają się w praktyce była dla niego swoistym szokiem. Po powrocie do Rosji przechodzi powoli na stronę konserwatywną. Swoją relację wydał w dziele zatytułowanym Pis´ma russkogo putieszestwiennika, która to przyniosła mu popularność i uznanie. W 1792 roku osiadł w Moskwie, gdzie pracował jako publicysta, a także pisarz. Jego dzieła prozatorskie i liryczne pozwalają zaliczyć go do nurtu sentymentalizmu rosyjskiego. Był autorem wielu opowiadań, m.in. najsłynniejszej Biedna Liza (o niespełnionej miłości chłopki do szlachcica). W kwietniu 1801 roku poślubił Jelizawietę Iwanowną Protasową, która jednak zmarła w rok później, zostawiając Karamzina z córką Zofią. Okres wstąpienia na tron cesarza Aleksandra I Romanowa przynosi zmiany w pisarstwie Karamzina, gdyż zaczyna on publikować dzieła o naturze politycznej i historycznej. W 1804 roku żeni się z Jekatieriną Andriejewną Koływanową. Zimy spędza w Moskwie, a miesiące letnie w majątku Ostafjewo. Okres 1803 do 1811 roku to pierwszy, wytężony etap jego prac nad wielotomową Historią państwa rosyjskiego (Istorija gosudarstwa Rossijskogo, ros. История государства Российского), która przyniesie mu sławę. Pod koniec 1809 roku zostaje mu udzielona pierwsza audiencja u imperatora Aleksandra I, a sam Karamzin coraz ściślej zaczyna być związany z rosyjskimi kręgami konserwatywnymi. Często odwiedza twerską rezydencję wielkiej księżnej Katarzyny Pawłownej, gdzie recytuje fragmenty swoich dzieł w obecności najwyższej arystokracji i domu panującego, m.in. wielkiego księcia Konstantego Pawłowicza. Zyskuje także przychylność i opiekę cesarzowej-matki Mari Fiodorownej. W 1810 roku cesarz Aleksander nadał mu Order Świętego Włodzimierza trzeciej klasy.
W 1812 roku inwazja Napoleona na Imperium Rosyjskie przerwała na jakiś czas pracę literacko-naukową Nikołaja Karamzina. Na ochotnika zgłosił się do walki, gdy wojska koalicji podeszły pod Moskwę, ale ostatecznie został ewakuowany do Jarosławia, a później Niżnego Nowogrodu. Do Moskwy powrócił w czerwcu 1813 roku i kontynuował pracę, pomimo że w pożarze utracił swoją bibliotekę. W 1816 roku przybył do Petersburga by uzyskać środki na publikację Historii państwa rosyjskiego. Wsparcia udzieliła mu ponownie cesarzowa-matka Maria Fiodorowna, a także cesarzowa Elżbieta Aleksiejewna i Aleksiej Arakczejew. Przy ich wsparciu uzyskał on audiencję u cesarza Aleksandra, który zgodził się sfinansować wydanie monumentalnego dzieła. Zwolnił je także z obowiązkowego oddania do wglądu urzędowi cenzorskiemu. Pierwsze osiem tomów wydano w 1818 roku, kolejny w 1821, w 1824 roku dziesiąty i jedenasty, a dwunasty, już po śmierci autora, w 1829 roku. Karamzin nigdy nie ukończył dzieła swojego życia. Od 1816 roku mieszkał w Petersburgu, gdzie spotykał się m.in. z Aleksandrem Puszkinem, Wasilijem Żukowskim, Siergiejem Uwarowem i Piotrem Wiaziemskim. Miesiące letnie na prośbę cesarza Aleksandra spędzał w Carskim Siole, co jeszcze bardziej zbliżyło go do rodziny cesarskiej. Monarcha wysłuchiwał odczytów nowych prac Karamzina, a także spędzał z nim czas na rozmowach na tematy polityczne i historyczne. W 1816 roku otrzymał od cesarza rangę radcy stanu i Order Świętej Anny pierwszej klasy. W 1818 roku został członkiem Akademii Nauk, a w 1824 roku otrzymał rangę rzeczywistego radcy stanu.
Niespodziewana śmierć Aleksandra I w 1825 roku była dla niego szokiem, a kolejnym ciosem – powstanie dekabrystów w grudniu tego samego roku. Nadwątlone zdrowie psychiczne i fizyczne pogorszyło się, gdy Nikołaj Karamzin według obiegowej opinii przeziębił się w czasie spaceru na placu Senackim. Rozchorował się i w konsekwencji zmarł w czerwcu 1826 roku.
Mimo krytyki zmian wprowadzonych przez Piotra Wielkiego, które zdaniem Karamzina zniszczyły rosyjski patriotyzm, był zwolennikiem silnej władzy monarszej w Rosji. Nie zachowywał się jednak konsekwentnie, wspominając wielokrotnie o „potrzebie bycia ludźmi, a nie Rosjanami”. Zadeklarowany wróg Polski i Polaków, uważał, że „Polska nie powinna powstać w żadnym kształcie ani imieniu”. Karamzin był zwolennikiem tezy, że rozwój historyczny Rosji nie odbiegał od ogólnoeuropejskich tendencji.

## Rodzina
Z małżeństwa (kwiecień 1801) z Jelizawietę Iwanowną Protasową (1767–1802):
- Sofja Nikołajewna (1802–1856)

Z małżeństwa (8 stycznia 1804) z Jekatieriną Andriejewną Koływanową (1780–1851), nieślubną córką księcia Andrieja Wiaziemskiego:
- Natalja Nikołajewna (1804–1810)
- Jekatierina Nikołajewna (1806–1867)
- Andriej Nikołajewicz (1807–1813)
- Natalja Nikołajewna (1812–1815)
- Andriej Nikołajewicz (1814–1854)
- Aleksandr Nikołajewicz (1815–1888)
- Nikołaj Nikołajewicz (1817–1833)
- Władimir Nikołajewicz (1819–1879)
- Jelizawieta Nikołajewna (1821–1891)

## Twórczość
- 1789 – Jewgienij i Julija (ros. Евгений и Юлия)
- 1791–1792 – Listy ruskiego wojażera lub Listy podróżnika rosyjskiego (ros. Письма русского путешественника) – polskie tłumaczenie Ignacy Buyson
- 1792 – Biedna Liza (ros. Бедная Лиза) – polskie tłumaczenie René Śliwowski
- 1792 – Natalja, bojarskaja docz (ros. Наталья, боярская дочь)
- 1792 – Priekrasnaja cariewna i sczastliwyj karła (ros. Прекрасная царевна и счастливый карла)
- 1793 – Sijerra-Moriena (ros. Сиерра-Морена)
- 1793 – Wyspa Bornholm (ros. Остров Борнгольм) – polskie tłumaczenie René Śliwowski
- 1796 – Julija (ros. Юлия)
- 1802 – Marta Borecka, albo Podbicie Nowogrodu (ros. Марфа-посадница, или Покорение Новагорода)
- 1802 – Moja ispowied´ (ros. Моя исповедь)
- 1803 – Czuwstwitielnyj i chołodnyj (ros. Чувствительный и холодный)
- 1803 – Rycar´ naszego wriemieni (ros. Рыцарь нашего времени)
- 1811 – Zapiska o driewniej i nowoj Rossii w jeje politiczeskom i grażdanskom otnoszenijach (ros.) – O starej i nowej Rosji
- 1816–1829 – Historya państwa rossyiskiego (ros. История государства Российского) – polskie tłumaczenie Grzegorz Buczyński
- 1827 – O przyjaźni (ros. О дружбе)
- Jesień (ros. Осень)